# La Cage aux oiseaux
La Cage aux oiseaux est une chanson écrite et interprétée par Pierre Perret, parue en 1971 dans l'album du même nom. C'est l'un des morceaux les plus célèbres de son répertoire. Elle s'est écoulée à plus de 300 000 exemplaires en France.

## Historique
La chanson est inspirée d'une histoire vraie. Pierre Perret raconte, avoir écrit les paroles d'après l'actualité d'un prisonnier américain ayant ouvert toutes les cages d'une oisellerie à sa sortie de prison. Ce qui coûta d'ailleurs 4 ans de plus à cet Américain. Le chanteur en a rêvé la nuit suivante, et s'est levé pour commencer l'écriture de la chanson. Elle sera terminée le lendemain en cours de matinée.

### Article commexe
- Discographie de Pierre Perret